# Pterorthochaetes montanus
Pterorthochaetes montanus är en skalbaggsart som beskrevs av Alberto Ballerio 1999. Pterorthochaetes montanus ingår i släktet Pterorthochaetes och familjen Hybosoridae. Inga underarter finns listade i Catalogue of Life.